# مجزرة عائلة الحناوي
مجزرة عائلة الحناوي هي مجزرةٌ ارتكبها سلاح الجوّ الإسرائيلي حينما أغارَ على منازل المدنيين في جباليا البلد مساء يوم 9 سبتمبر 2024. هذه المجزرة من ضمن عدة مجازر جاءت على غرار عملية طوفان الأقصى. تسبّبت هذه المجزرة الإسرائيليّة إلى استشهاد أكثر من 10 أفراد من عائلة الحناوي بينهم نساء وأطفال و عرف منهم 6 أفراد فقط .

## خلفية الحدث
في ساعاتِ الصباح الأولى من يوم السابع من أكتوبر 2023 أطلقت حركة المقاومة الإسلامية حماس عبر ذراعها العسكري كتائب الشهيد عز الدين القسام عملية طوفان الأقصى وذلك ردًا على الاعتداءات الإسرائيلية وتدنيس الأقصى والاستمرار في الاستيطان كما أكّد على ذلك محمد الضيف القائد العام للقسّام والذي أعطى إشارة انطلاق العمليّة التي شهدت اقتحامًا من المقاومين لمستوطنات غلاف غزة ونجحوا في قتلِ عدد كبيرٍ من الجنود الإسرائيلين وأسر عشرات آخرين كما استطاعوا خلال ساعات قطع عشرات الكيلومترات ووصلوا لمستوطنات أبعد من تلك المحيطة والقريبة من قطاع غزة.
استمرَّت الاشتباكات بين الجيش الإسرائيلي وبين المقاومين في عديد من المستوطنات وعلى رأسها مستوطنة سديروت. الرد الإسرائيلي على هذه العمليّة جاء من خلال شنّ سلاح الجو الإسرائيلي عشرات الغارات العشوائيّة على القطاع متسبّبة في مقتل عشرات المدنيين وتدمير البنية التحتية لمدن القطاع، ليصل حد فرض إغلاق شامل وقطع متعمد لكل الخدمات من ماء وكهرباء وغاز وهو ما هدَّد حياة أكثر من مليونَي فلسطيني يعيشُ داخل القطاع الذي يُعاني أصلًا من تبعات الحصار الخانق عليهم منذ ستة عشر عاماً.

## الضحايا
قائمة الضحايا التي تم التعرف عليهم من عائلة الحناوي والذين قتلتهم إسرائيل في غارة جويّة على منزلهم في جباليا:
1. جابر إبراهيم الحناوي
2. فاطمة إبراهيم الحناوي
3. أماني محمد صالح الحناوي
4. ريماس جابر إبراهيم الحناوي
5. ريتال جابر إبراهيم الحناوي
6. دعاء إبراهيم الحناوي، واستشهد 3 فلسطينيين وأصيب آخرون في غارة أخرى استهدفت منزلًا في منطقة الدعوة شمالي مخيم النصيرات.[8]